# Трагус
Трагус, Козлец (лат. Tragus) — род травянистых растений подсемейства Хлорисовые (Chloridoideae) семейства Злаки (Poaceae). Однодомные растения, однолетние или многолетние в зависимости от вида. Стебли простёртые со столонами. Несколько видов распространены преимущественно в Африке, в субтропических, тропических областях обоих полушарий как заносные растения и сорняки по полям.
Род назван в честь немецкого ботаника Иеронимуса Бока (Трагуса).

## Ботаническое описание
Стебли ветвистые, простёртые. Листовые пластинки большей частью плоские, язычка нет, вместо неё ряд коротких волосков. Соцветие — метёлка из колосков. Колоски одноцветковые. В России один вид — трагус кистистый (Tragus racemosus).

## Виды
- Tragus andicola M.A.Zapater & Sulekic
- Tragus australianus S.T.Blake
- Tragus berteronianus Schult.
- Tragus heptaneuron Clayton
- Tragus koelerioides Asch.
- Tragus mongolorum Ohwi
- Tragus pedunculatus Pilg.
- Tragus racemosus (L.) All. — Трагус кистистый